# Gryon rufiventre
Gryon rufiventre är en stekelart som beskrevs av Kononova 2001. Gryon rufiventre ingår i släktet Gryon och familjen Scelionidae. Inga underarter finns listade i Catalogue of Life.